# Małomówny i rodzina
Małomówny i rodzina – powieść młodzieżowa autorstwa Małgorzaty Musierowicz, wydana w roku 1975. Na prośbę czytelników została włączona w poczet Jeżycjady.

## Opis fabuły
Rodzina Ptaszkowskich, po śmierci ojca Munia, Tunia i Rzodkiewki, przeprowadza się do miasteczka Śmietankowa, w którym wdowa po panu Ptaszkowskim ma objąć posadę bibliotekarki. Poprzednim bibliotekarzem był niedawno zmarły pan Zieliński, zajmujący się amatorsko badaniem historii miasta i okolic. Wkrótce po przeprowadzce okazuje się, że w budynku biblioteki (w którym p. Ptaszkowscy także mieszkają) pojawiają się liczni nieproszeni goście, najwyraźniej starający się spenetrować zawartość biblioteki, a nawet posuwający się do ogłuszenia matki p. Ptaszkowskiej ciężkim przedmiotem. Wśród natrętów jest m.in. rodzina Kwiatkowskich (ze względu na noszone stroje przezywana mianem Peleryniarzy), wyjątkowo niesympatyczna i pozbawiona dobrych manier.
Młodzi Ptaszkowscy (w tym Rzodkiewka z nieodłącznym towarzyszem Franciszkiem Małomównym – kurczakiem uratowanym od przetworzenia na rosół) wraz z kuzynostwem śledzą poczynania Peleryniarzy i ich wspólników. Tropy prowadzą do p. Czapli, jednego z miejscowych notabli, który – jak się okazuje – pośredniczy w nielegalnym wywozie rabowanych dzieł sztuki do Szwajcarii. Młodzież zakrada się do willi Czapli, gdzie zostaje uwięziona, ale podstępem przekazuje wiadomość o swoim miejscu pobytu. W uwolnieniu dzieci ważny udział ma przyjaciel rodziny, sierżant Eugeniusz Musiałek. Po zatrzymaniu złoczyńców Ptaszkowscy przystępują do odczytania listu pozostawionego przez p. Zielińskiego, w którym znajdują wskazówki potrzebne do zlokalizowania unikatowego znaleziska średniowiecznej biżuterii.
Poboczny wątek stanowi uczucie rodzące się pomiędzy p. Ptaszkowską, matką Munia, Tunia i Rzodkiewki a doktorem Bratkiem. Z treści jednej z późniejszych powieści Małgorzaty Musierowicz – Nutrii i Nerwusa – należy wnioskować, że związek ten wszedł w etap małżeństwa: bohaterem Nutrii i Nerwusa jest Filip Bratek, opisywany jako brat Munia i Tunia.

## Bohaterowie
Edmund Ptaszkowski (Munio) – najstarszy brat Antoniego i Moniki. Ma czternaście lat, jest bardzo szczupły i nosi okulary. Interesuje się literaturą, w rozmowach lubi posługiwać się różnymi cytatami. Ostatecznie to właśnie on rozwiązuje zagadkę związaną ze skarbem pana Zielińskiego. Mimo że, wraz z bratem, dokucza swojej młodszej siostrze, bardzo się o nią troszczy. Lubi być podziwiany, nie znosi krytyki.
Antoni Ptaszkowski (Tunio) – brat Edmunda i Moniki. Ma trzynaście lat, jest dość szczupły, ma jasne brwi, czarne oczy oraz – podobnie jak jego mama – jasnozłote włosy. Jest bardzo sprytny i zaradny. Podobnie jak brat, lubi dokuczać młodszej siostrze, ale w trudnych sytuacjach bardzo się o nią troszczy.
Monika Ptaszkowska (Rzodkiewka) – siostra Edmunda i Antoniego. Ma sześć lat, jest pulchna i ma brązowe oczy. Do czasu przeprowadzki do Śmietankowa, podobnie jak rodzeństwo, nie przebywała na wsi. Dziewczynka uwielbia jeść, jednakże od uratowania kurczaka, którego nazwała Franciszkiem Małomównym, nie je mięsa ani jajek, które kojarzą jej się z uwielbianym zwierzęciem.
Maria Ptaszkowska (Mama) – polonistka, bibliotekarka, wdowa, matka Edmunda, Antoniego i Moniki. Jest blondynką, ma czarne oczy i jest bardzo troskliwa. Po śmierci męża była namawiana do ponownego wyjścia za mąż, jednak nie zdecydowała się na to. Za radą szwagierki, Lucyny Klimkowej, podejmuje decyzję o przeprowadzce do Śmietankowa. Pod koniec powieści doktor Bratek oświadcza się jej.
Doktor Bratek – lekarz, ma ok. czterdzieści lat. Jest wysoki i barczysty. Za życia właściciela biblioteki, pana Zielińskiego, był jego przyjacielem. Jest oczarowany Marią Ptaszkowską, stara się o jej względy. Pod koniec książki oświadcza się jej.
Babcia – emerytka, matka Marii, babcia Edmunda, Antoniego i Moniki. Po śmierci zięcia postanowiła zamieszkać z córką i jej trójką dzieci. Jest bardzo sympatyczną i ciepłą osobą. Wspiera doktora Bratka w walce o serce jej córki.
Eugeniusz Musiałek – sierżant Milicji Obywatelskiej. Z początku wydaje się niepozorny i mało bystry, jednak z biegiem książki wykazuje się swoją inteligencją. Jego ojciec pragnął, aby zajął się hodowlą drobiu.
Lucyna Klimkowa z domu Ptaszkowska – mężatka, matka Haliny, Witalisa i Jacka. Uważała, że jej brat popełnił błąd, żeniąc się z Marią. Pragnie wyswatać swoją córkę z Albertem Czaplą.
Halina Klimek – siostra Witalisa i Jacka, zakochana w Stefanie Adamskim. Jest piękna, ma czarne loki. Przez pewien czas pracowała w bibliotece i to właśnie jej pan Zieliński powierzył zadanie znalezienia skarbu.
Witalis Klimek – brat Haliny i Jacka. Ma trzynaście lat, jest dość tęgi. Jako jedyny w rodzinie rozumie mowę młodszego brata.
Jacek Klimek (Jacunio, Dzidziuś) – brat Haliny i Witalisa. Ma dwa latka.
Pan Klimek – żonaty z Lucyną, ma trójkę dzieci – Halinę, Witalisa i Jacka. Jest gruby. Pracuje w aptece, gdzie pomaga mu pan Wojtczak.
Stefan Adamski – student, ma ok. dwadzieścia lat. Jest starszym bratem Teresy i Waldemara. Jest zakochany w kuzynce Munia, Tunia i Rzodkiewki – Halinie Klimek.
Pan Zieliński – założyciel biblioteki, bibliofil. Po jego śmierci wszystkie należące do niego książki przejęła na własność jego biblioteka. Znalazł skarb, który po śmierci miał być odszukany przez Halinę Klimek – ponieważ jej, spośród swojego otoczenia, ufał najbardziej.
Pani Adamska – mężatka, matka Stefana, Teresy i Waldemara. Sprząta w bibliotece, zobowiązała się do codziennego przynoszenia mleka dla Ptaszkowskich.
Pan Adamski – żonaty, ojciec Stefana, Teresy i Waldemara. Jest wysoki i ma rude włosy. 
Teresa Adamska – siostra Stefana i Waldemara. Ma dwanaście lat i ma jasnoniebieskie oczy.
Florian Wojtczak – pomocnik aptekarza, pana Klimka, jak również adorator Marii Ptaszkowskiej.
Luteczek – listonosz. Ma wąsy. Jest w zmowie z Peleryniarzami i Albertem Czaplą.
Peleryniarze (właściwie: Kwiatkowscy) – są w zmowie z Albertem Czaplą, co roku (konkretnie w lato) przyjeżdżają do Śmietankowa. Szukają skarbu pana Zielińskiego.
Albert Czapla – kierownik komisu, najbogatsza osoba w miasteczku. Planuje przenieść się do Szwajcarii. Prowadzi nielegalne interesy związane z handlem dziełami sztuki, w odszukaniu skarbu pana Zielińskiego pomagają mu Peleryniarze, Luteczek i pan Karwacki. Pani Klimkowa pragnęła uczynić z niego swojego zięcia.
Müller – Szwajcar. Jest kościsty i wysoki, ma jasne włosy. Prowadzi interesy z Albertem Czaplą. Ma dwoje dzieci.
Pan Karwacki – leśniczy. Zamieszany w nielegalne interesy Alberta Czapli.
Pan Kłosowski – kapitan, współpracuje z Eugeniuszem Musiałkiem.